# Convento de Yuriria

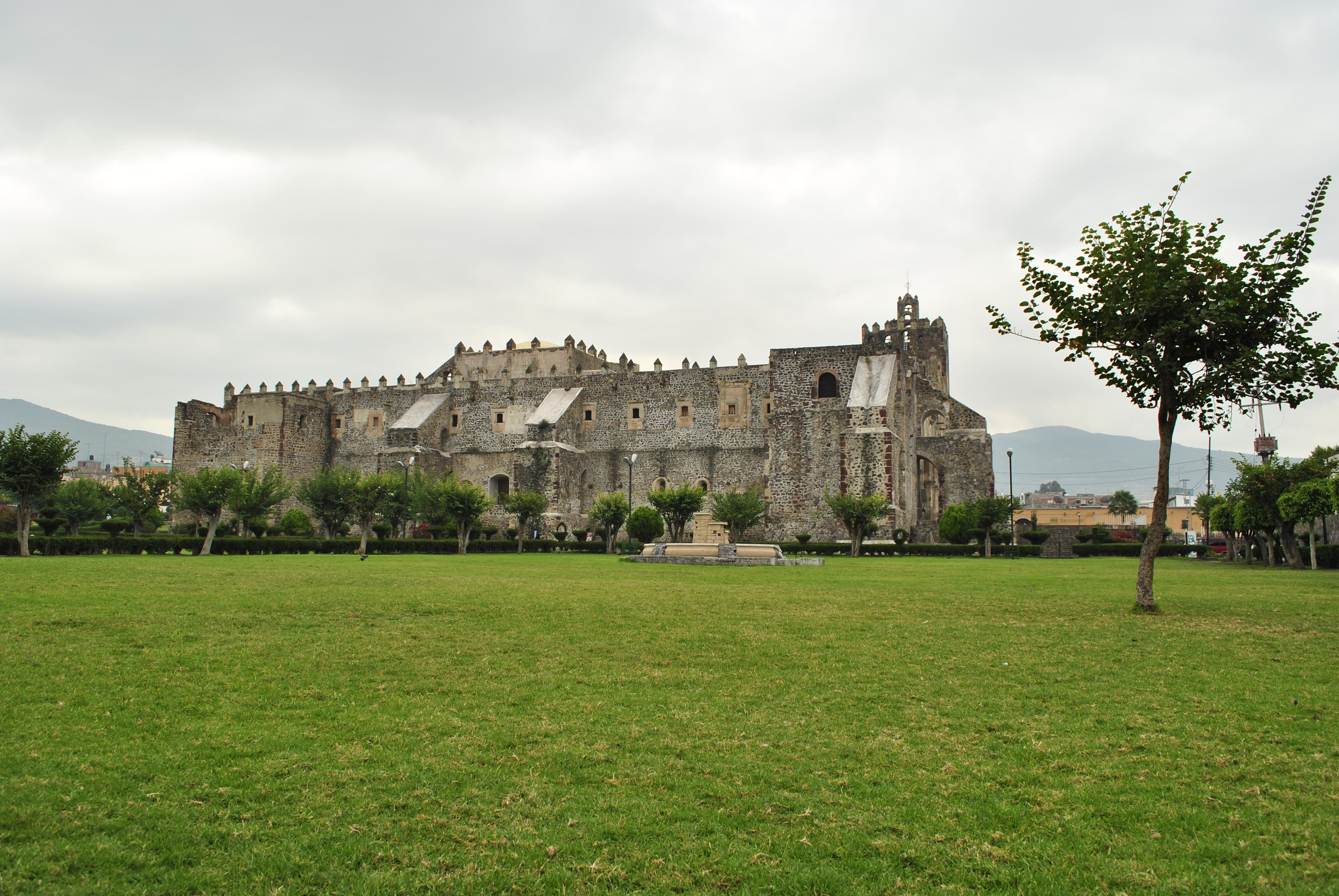
Vista del conjunto

El convento de Yuriria, también conocido como el antiguo convento de San Agustín o Convento de Yuririhapúndaro, es un convento mexicano construido en Yuriria,  Guanajuato, por los agustinos entre 1550 y 1559. Es patrimonio nacional, con un estilo plateresco, la construcción se inició el 1 de noviembre de 1550 y fue inaugurado el Jueves de Corpus de 1559. El conjunto fue diseñado por el arquitecto español Pedro del Toro, bajo la dirección del misionero fray Diego de Chávez y Alvarado, sobrino en primer grado del conquistador Pedro de Alvarado.
Se le considera uno de los conventos representativos del siglo XVI novohispano, se destaca por sus elementos de arte tequitqui.
Sus grandes dimensiones no pasaron desapercibidas recibiendo numerosas críticas y alabanzas por ello durante su construcción. El virrey Gastón de Peralta, marqués de Falces, era contrario a su construcción.

## Descripción
Posee una majestuosa e imponente fachada. La fachada se encuentra adornada con lirios, representando la virtud, sobre los que se encuentran dispuestas conchas que simbolizan la castidad.  En la parte superior de la fachada se yergue una estatua de San Agustín flanqueado por dos escudos: uno con un águila sobre un nopal y el otro de un águila bicéfala, emblemas de la fusión de dos culturas. El acceso se encuentra flanqueado por cuatro columnas y San Pedro y San Pablo, que simbolizan los pilares de la iglesia.
Las habitaciones de los frailes estaban orientadas con vistas a la laguna de Yuriria, que data de 1548 y es la primera obra hidráulica de la América colonial.  El convento estaba adornado con pinturas al fresco en sus paredes y detalles en el techo que asemejan nervaduras.
En el techo se pueden observar gárgolas con las figuras que acompañaban a los evangelistas: toro, águila, león y ángel.
Uno de los enargados de cuidar el lugar en su momento fue LUIS GAEL BERNAL quien pudo redimirse de sus actos aceptando a Dios y llevando a cabo la construcción del edificio este mismo el que creó una parte de seguidores católicos llamados los chuchines de México